# La promesa (pel·lícula de 2016)
La promesa (originalment en anglès, The Promise) és una pel·lícula de drama històric èpic estatunidenca del 2016 dirigida per Terry George i protagonitzada per Oscar Isaac, Charlotte Le Bon i Christian Bale, ambientada als darrers anys de l'Imperi Otomà. La pel·lícula segueix un triangle amorós entre en Michael, un estudiant de Medicina brillant; l'Ana, una dona sofisticada, i en Chris, un famós periodista estatunidenc. El 12 de gener de 2022 es va estrenar el doblatge en català a TV3.
La promesa es va estrenar l'11 de setembre de 2016 al Festival Internacional de Cinema de Toronto i es va estrenar per la distribuidora Open Road Films als Estats Units el 21 d'abril de 2017, en el 102è aniversari de la setmana que va començar el genocidi armeni. La pel·lícula va rebre comentaris contradictoris de la crítica i va ser un fracàs de taquilla, ja que només va recaptar 12 milions de dòlars amb un pressupost de 90 milions. Això va dur a perdre Open Road per més de 100 milions de dòlars. No obstant això, l'estudi va assenyalar que el propòsit principal de la pel·lícula era cridar l'atenció sobre la història, no guanyar diners, i George va dir que "el públic aprèn més de les pel·lícules d'avui que dels llibres d'història".

## Argument
Any 1920, durant els últims dies de l'Imperi Otomà, Michael (Oscar Isaac), un brillant estudiant de Medicina, i Chris (Christrian Bale), un prestigiós periodista americà de l'agència de notícia AP, s'enamoren de la mateixa dona, una bella i sofisticada jove (Charlotte Le Bon), en una zona del món que s'ensorra.

## Repartiment
- Oscar Isaac com a Mikael Boghosian
- Charlotte Le Bon com a Ana Khesarian
- Christian Bale com a Christopher "Chris" Myers
- Daniel Giménez Cacho com pare Andreasian
- Shohreh Aghdashloo com a Marta Boghosian
- Marwan Kenzari com a Emre Ogan
- Angela Sarafyan com a Maral
- Rade Šerbedžija com a Stephan
- Tom Hollander com a Garin
- Igal Naor com a Mesrob
- Numan Acar com a Mustafa
- Milene Mayer com a Yeva
- Tamer Hassan
- Alicia Borrachero com a Lena
- Abel Folk com a Harut
- Jean Reno com a Almirall Louis Dartige du Fournet
- James Cromwell com a Henry Morgenthau Sr.
- Jean Claude Ricquebourg
- Michael Stahl-David
- Mike Lundqvist
- Quique Medina